# دار نشر جامعة جونز هوبكينز
دار نشر جامعة جونز هوبكينز هي دار نشر جامعية، وهي جزء من جامعة جونز هوبكينز، تقع مقرها في بالتيمور بولاية ماريلند. أُسست في عام 1878، مما يجعلها أقدم دار نشر تعمل باستمرار في الولايات المتحدة.